# Курган Слави (меморіал, Білорусь)
Меморіальний комплекс «Курган Слави» (біл. Мемарыяльны комплекс «Курган Славы») — пам'ятник Другої світової війни, розташований в Смолевічском районі Мінської області, на 21-му км магістралі М2 Мінськ — Національний аеропорт «Мінськ».
Загальна висота меморіалу становить 70,6 м. Земляний курган висотою 35 м завершує скульптурна композиція з чотирьох багнетів, оброблених титаном, висотою 35,6 м кожний. Багнети символізують 1-й, 2-й, 3-й Білоруські і 1-й Прибалтійський фронти, які визволяли Білорусь. Їх підставі з'єднує кільце з барельєфними зображеннями радянських воїнів і партизанів. На внутрішній стороні кільця, яке виконано в техніці мозаїки, відбитий текст: «Армії Радянської, Армії-визволительки — слава!». Крім того, заснування обеліска прикрашають зображення орденів Вітчизняної війни і Слави. Від підніжжя кургану до монумента ведуть два бетонні сходи, кожни з яких має 241 сходинок.
Відкриття Кургану Слави відбулося в 1969 році.
| Прапор Білорусі | Це незавершена стаття про Білорусь. Ви можете допомогти проєкту, виправивши або дописавши її. |